# Galston (East Ayrshire)
Galston, schottisch-gälisch: Baile nan Gall, ist eine Ortschaft im Norden der schottischen Council Area East Ayrshire beziehungsweise in der traditionellen Grafschaft Ayrshire. Sie liegt rund sieben Kilometer östlich von Kilmarnock und neun Kilometer nördlich von Mauchline am linken Ufer des Irvine.

## Geschichte
Bereits im 15. Jahrhundert ließ der Clan Campbell in der Nähe ein Tower House errichtet. Dieses bildete die Keimzelle des Schlosses Loudoun Castle, das 1811 fertiggestellt wurde. Es galt bis zu seiner Verheerung durch einen Brand im Dezember 1941 als das „Windsor Schottlands“. Ein weiterer Wehrturm entstand ebenfalls im Laufe des 15. Jahrhunderts. Er wurde im Laufe der Jahrhunderte zu dem Herrenhaus Cessnock Castle ausgebaut. Das Herrenhaus Sornhill Farm geht vermutlich auf die 1660er Jahre zurück.
Die Ortschaft entwickelte sich mit Ansiedlung von Hugenotten im Laufe des 17. Jahrhunderts. Neben der Kohleförderung wurde in Galston der Papier- und Textilproduktion nachgegangen. Letztere wurde noch bis in das 20. Jahrhundert betrieben. 1862 wurde Galston als Police Burgh installiert. Der 1996 eröffnete Freizeitpark Loudoun Castle wurde 2010 wieder geschlossen. Südwestlich der Schlossruine befindet sich die Loudoun Academy.

## Verkehr
Die A719 (Mossblown–Fenwick) bildet die Hauptverkehrsstraße von Galston. Nördlich passiert mit der A71 (Edinburgh–Irvine) eine überregionale Fernverkehrsstraße. 1848 erhielt Galston einen eigenen Bahnhof. Er wurde mitsamt der Strecke in den 1960er Jahren aufgelassen. Mit dem Flughafen Glasgow-Prestwick befindet sich ein internationaler Verkehrsflughafen rund 15 Kilometer südwestlich.

## Persönlichkeiten
- Matthew Robertson Drennan (1885–1965), Anatom und Anthropologe